# Icterus gularis
Icterus gularis е вид птица от семейство Трупиалови (Icteridae). Видът е незастрашен от изчезване.

## Разпространение
Разпространен е в Белиз, Салвадор, Гватемала, Хондурас, Мексико, Никарагуа и САЩ.